# Bibliothèque nationale
Bibliothèque nationale, Bibliothèque nationale de France, (BnF, Biblioteka Narodowa Francji) – francuska biblioteka narodowa, znajdująca się w Paryżu. Przewidziana jest jako repozytorium dla wszystkich materiałów bibliotecznych wydawanych we Francji. Obecnym dyrektorem Biblioteki jest Bruno Racine.

## Historia
Początki Francuskiej Biblioteki Narodowej sięgają średniowiecza i biblioteki królewskiej założonej w Luwrze (Louvre) przez Karola V w 1368. Szczególny jej rozwój rozpoczął się po wydaniu w 1537 przez króla Franciszka I specjalnego dekretu, ustanawiającego egzemplarz obowiązkowy. Czas bardzo ważny w dziejach biblioteki to okres Colberta, ministra Ludwika XIV, który udostępnił zbiory biblioteki do publicznego użytku (1692). Burzliwe epizody w dziejach Paryża, jak rewolucja francuska, Komuna Paryska, I i II wojna światowa oszczędziły zbiory BnF. Dzięki temu posiada w chwili obecnej ponad 11 milionów woluminów. Są one rozlokowane w kilku miejscach Paryża i poza nim.
W 1997 roku została otwarta biblioteka cyfrowa Gallica.

## Nowy gmach
Od 1996 głównym gmachem BnF jest kompleks przy Rue de Tolbiac, zwany Site François-Mitterrand, zbudowany z inicjatywy tego prezydenta. W czterech wieżach wysokich na 79 m zgromadzono większość księgozbioru (łączna długość półek osiąga 395 km). Czytelnie dla studentów i naukowców mieszczą się między wieżami, w niskim cokole otaczającym kompleks. Wieże służą za magazyny książek. Ich forma była swego czasu mocno krytykowana, ponieważ nie służyły papierowym archiwom. Konieczna okazała się korekta i wprowadzenie ruchomych, drewnianych przesłon. Budynek ten, w całości zaprojektowany przez Dominique Perrault, łączy w sobie trzy podstawowe materiały: beton, metal i szkło, które w idei miały harmonijnie integrować go z naturą.
BnF znajduje się pod bezpośrednim nadzorem ministra kultury Francji. Roczny budżet biblioteki wynosi 155 milionów €.

## Zbiory biblioteczne i muzealne
W bibliotece przechowywanych jest około 115 000 rękopisów, w tej liczbie 5000 greckich rękopisów, 21 800 łacińskich rękopisów, 59 000 francuskich rękopisów, 4290 rękopisów w innych nowożytnych językach. Greckie rękopisy zostały podzielone na trzy kolekcje: Le fonds Grec (ponad 3100 rękopisów), Le fonds Coislin (400 rękopisów) i Le supplément grec (ponad 1100 rękopisów).
Całość zbiorów biblioteki wynosi 13 000 000 jednostek bibliotecznych.
Działem muzealnym BNF, gromadzącym głównie monety, medale i dzieła sztuki oraz dokumentację ich dotyczącą, jest departament monet, medali i starożytności (Le département des Monnaies, médailles et antiques), zwany popularnie Gabinetem Medali.
Biblioteka posiada zbiór polskich wydawnictw szczególnie z okresu Wielkiej Emigracji.